# Dipturus endeavouri
Dipturus endeavouri es una especie de pez de la familia de los Rajidae en el orden de los Rajiformes.

## Morfología
Los machos pueden llegar a alcanzar los 32,1 cm de longitud total y las  hembras 36,7

## Reproducción
Es ovíparo  y las  hembras ponen huevos envueltos en una cápsula córnea.

## Hábitat
Es un pez de mar y de Clima tropical que vive entre 153-292 m de profundidad.

## Distribución geográfica
Se encuentra en el Océano Pacífico occidental: Australia. 

## Observaciones
Es inofensivo para los humanos. 